# Ophiopsis
Ophiopsis es un género extinto de peces actinopterigios prehistóricos de la familia Ophiopsidae, del orden Ionoscopiformes.
Los fósiles de Ophiopsis aún se conservan en varios museos del mundo, como por ejemplo, en el Museo Carnegie de Historia Natural, en Estados Unidos o el Museo de Historia Natural de Berlín, Alemania.

## Especies
Clasificación del género Ophiopsis:
- † Ophiopsis muensteri Agassiz 1834

## Galería

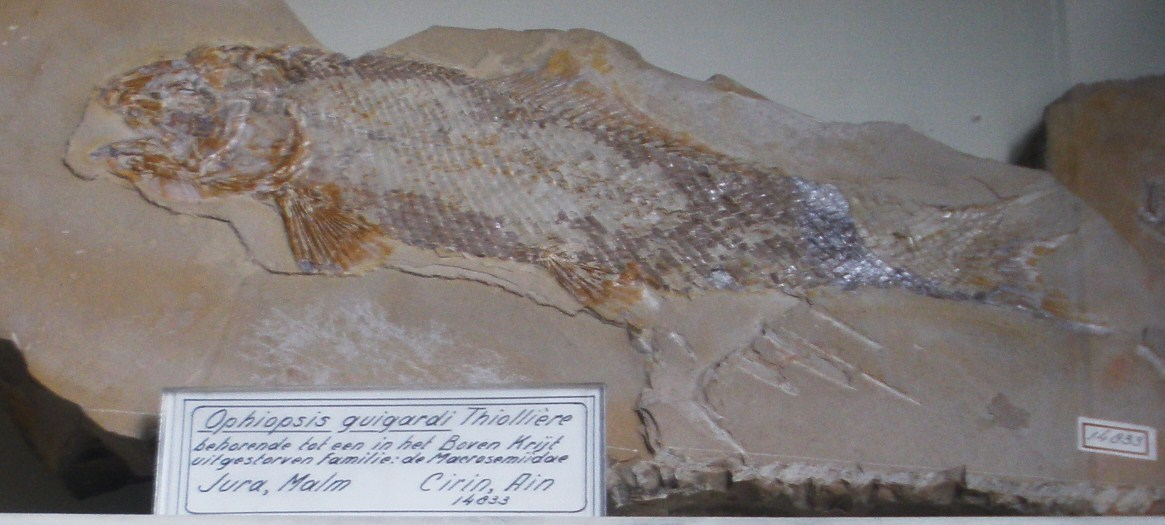
Ophiopsis guigardi